# استغلال المصادر

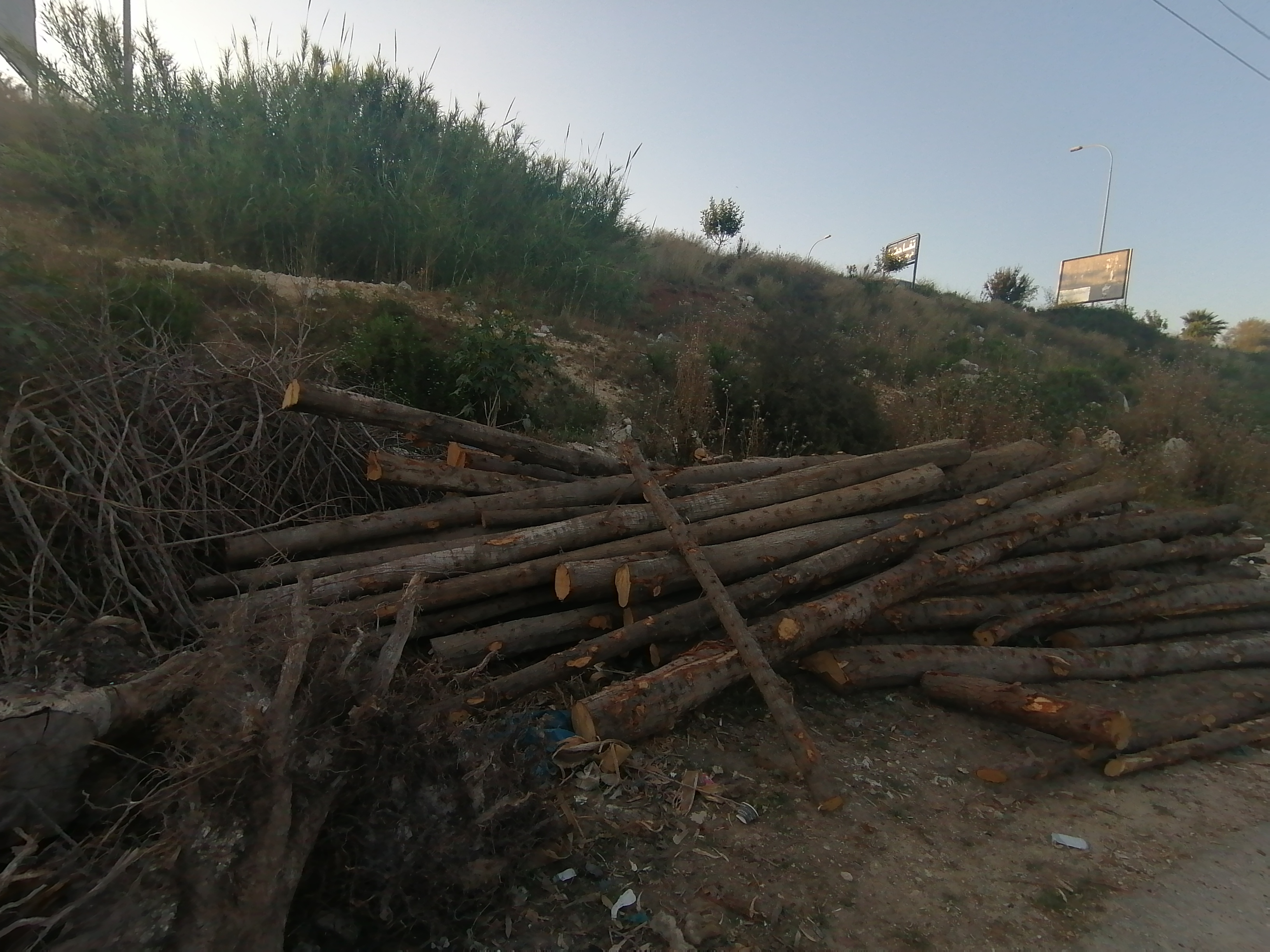
قطع الأشجار بطريقة جائرة

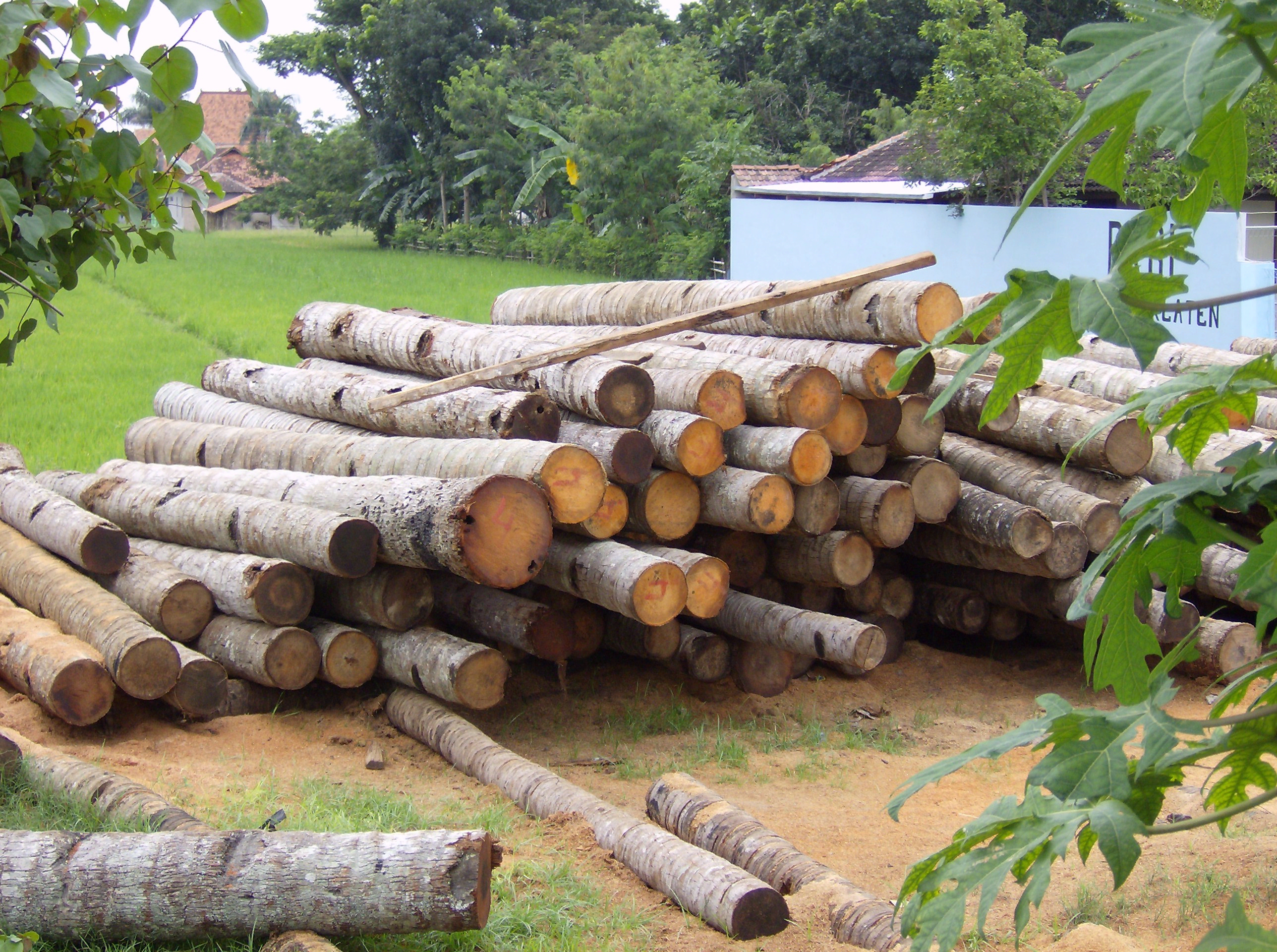
الخشب

إن استغلال الإنسان لبعض المصادر الطبيعية (كالغذاء وضروريات الحياة) هو شرط أساسي لوجوده وبقاءه. ومع ذلك، فاستغلال الطبيعة يتم بكثير من الأحيان بطريقة غير رشيدة، والذي يسبب قلقا متزايدا، فاستنفاد الموارد الطبيعية بسبب النمو الاقتصادي والنمو السكاني يهدد الوجود البشري في نهاية المطاف.

## أسباب الاستغلال الحالي
- زيادة تطور التكنولوجيا يُمكِن استخراج المصادر الطبيعية بسرعة وكفاءة. وكمثال على ذلك: في الماضي، كان قطع شجرة واحدة يستغرق عدة ساعات باستخدام المنشار، أما الآن باستخدام الآلات فلا تأخذ العملية إلا دقائق معدودة.
- والزيادة السريعة في عدد السكان تؤدي إلى زيادة الطلب على المصادر الطبيعية.
- المجتمعات القائمة على الصناعة بشكل رئيسي تشجع على الاستهلاك غير الضروري ويؤدي إلى استهلاك هذه المصادر بشكل كبير لا داعي له. ومن الأمثلة على ذلك الذهب، والماس إلخ.

## عواقب استغلال الموارد
ثمة حدود للموارد الطبيعية، ويمكن للعواقب الآتي ذكرها أن تنتج عن الاستهلاك المستهتر والجائر لهذه الموارد:
- إزالة الغابات
- التصحر
- انقراض الأنواع
- التهجير
- تعرية التربة
- نضوب النفط
- نضوب الأوزون
- زيادة الغازات الدفيئة
- الطاقة المفرطة
- تلوث المياه
- المخاطر الطبيعية/الكوارث الطبيعية
- نضوب الفلزات والمعادن

## التأثيرات على المجتمعات المحلية

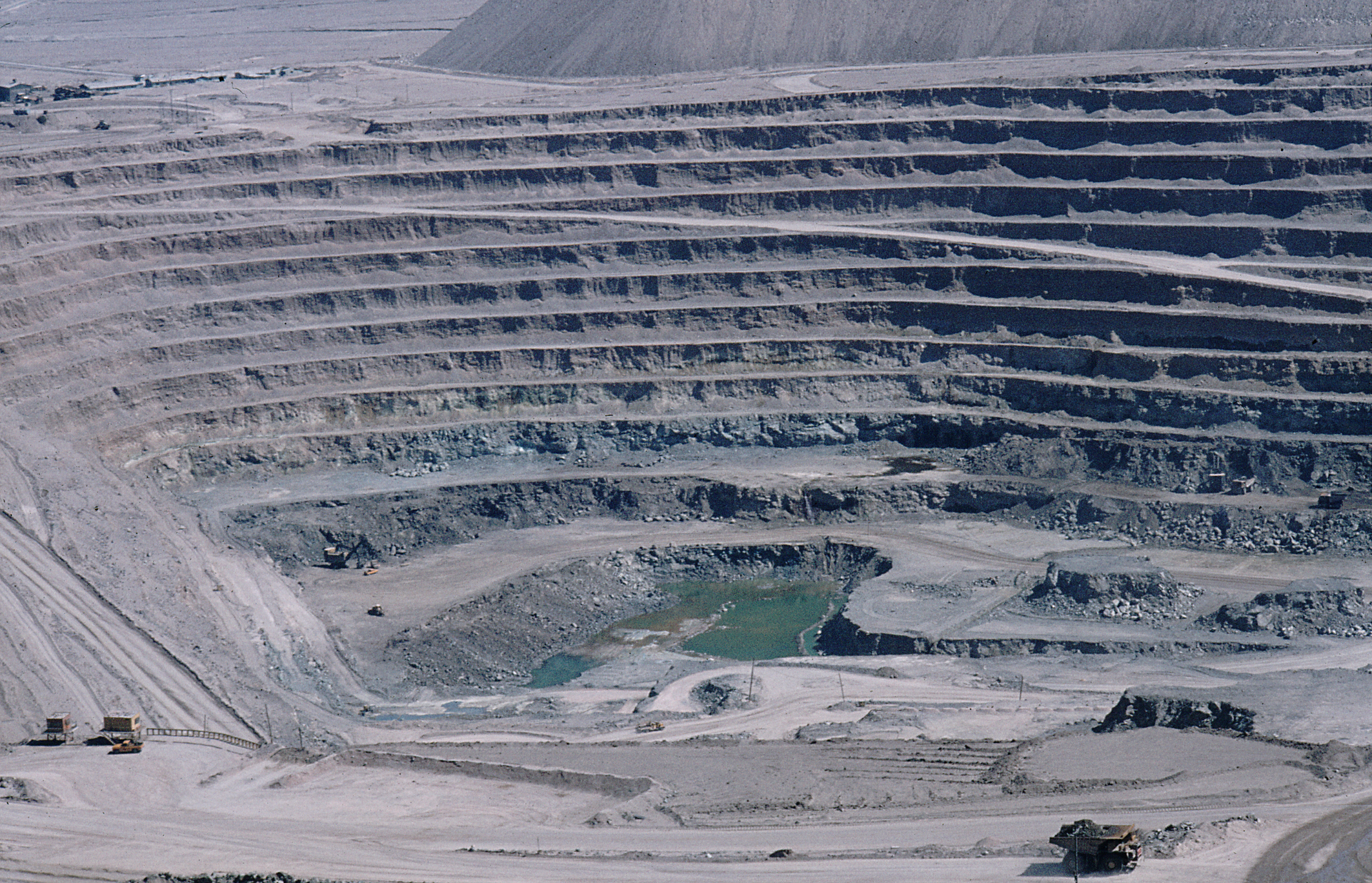
منجم تشوكويكاماتا: أكبر منجم مفتوح للنحاس في العالم، تشيلي.

تدخل شركات التعدين إلى الدول النامية في الجنوب العالمي للتنقيب عن المعادن الخام، مروجةً محاسن وجود الصناعة ومهمشةً الآثار السلبية المحتملة من أجل كسب تعاون السكان المحليين. تتمثل العوامل الإيجابية بشكل أساسي في التنمية الاقتصادية، إذ يصبح من الممكن تأسيس خدمات لا تستطيع الحكومة توفيرها، مثل المراكز الصحية وأقسام الشرطة والمدارس. غير أن المال يصبح موضوع اهتمام بارز مع التنمية الاقتصادية، ويمكن لهذا أن يؤدي إلى نزاعات كبرى لم يسبق للمجتمعات المحلية في الدول النامية أن تعاملت معها من قبل. تظهر هذه النزاعات نتيجة لتبني آراء مركزية الذات من قبل السكان المحليين بسبب التأثر بالقيم الاستهلاكية.
تتجلى تأثيرات استغلال الموارد الطبيعية على المجتمعات المحلية للدول النامية في مثال الأضرار التي خلّفها منجم أوك تيدي. بعد دخول شركة بي إتش بي، المعروفة حاليًا باسم بي إتش بي بيليتون، إلى بابوا غينيا الجديدة لاستغلال النحاس والذهب، ازدهر اقتصاد السكان الأصليين. ورغم تحسن نوعية الحياة لديهم، فقد شاعت النزاعات على الفور بين المحليين في ما يتعلق بحقوق الأراضي وأحقية الانتفاع من مشروع التعدين. ترسم عواقب كارثة أوك تيدي البيئية صورة عن الآثار السلبية المحتملة لاستغلال الموارد الطبيعية، إذ تضمّن التلوث الناتج عن التعدين تسمم موارد المياه الطبيعية التي تمد المجتمعات المحلية على طول نهر أوك تيدي، ما تسبب في خسائر واسعة في الحياة المائية. حين تنهي شركة التعدين مشروعها بعد استخراج المعادن والفلزات الخام من منطقة في دولة نامية، يُترك السكان المحليون ليتدبروا أمرهم مع التلف البيئي الذي حل بمجتمعهم، وتصبح شؤون الاستدامة طويلة الأمد للأرباح الاقتصادية التي تحفزت عن طريق وجود شركة التعدين أمرًا يستدعي القلق.